# Carlos Hank González
Carlos Hank González (Santiago Tianguistenco, 28 agosto 1927 – 11 agosto 2001) è stato un politico messicano, membro di lungo corso del Partito Rivoluzionario Istituzionale.
Gli fu impedito di candidarsi alla presidenza del Messico a causa delle leggi che richiedevano che entrambi i genitori fossero cittadini messicani dalla nascita, mentre suo padre era tedesco.
Un rapporto filtrato del Centro Nazionale di Intelligence sulle Droghe (NDIC, acronimo inglese) ha indicato che il presunto coinvolgimento di Hank González nel traffico di droga e il riciclaggio di denaro in un certo momento rappresentava "una significativa minaccia criminale per gli Stati Uniti". Il rapporto del NDIC ha anche accusato Hank González di corruzione politica, evasione fiscale, corruzione e acquisto di voti.

## Accuse penali
Carlos Hank Gonzalez è stato accusato di avere legami con trafficanti di droga come Félix Gallardo, i fratelli Arellano e Mayo Zambada. Lui e il suo gruppo sono stati anche accusati di avere il controllo su banche americane, aziende di investimento, casinò per il riciclaggio di denaro, traffico di droga con cartelli e altre attività illegali. Secondo un rapporto del Centro Nazionale di Intelligence sulle Droghe degli Stati Uniti (NDIC) soprannominato Operazione Tigre Bianco, il coinvolgimento di Hank González nel traffico di droga e nel riciclaggio di denaro rappresentava "una significativa minaccia criminale per gli Stati Uniti". Mentre funzionari dell'apparato di sicurezza degli Stati Uniti avevano passato anni indagando su Carlos Hank Gonzalez e suoi figli Carlos Hank Rhon e Jorge Hank Rhon, la valutazione da parte di diverse agenzie segnò la prima volta che tutti e tre furono accusati di essere collegamenti diretti con le operazioni delle principali organizzazioni di traffico di droga messicane.